# Chemische Kühlung
Als chemische Kühlung bezeichnet man eine kurzfristige, einmalige Kühlung, die sich mit Hilfe von endothermen (wärmeverbrauchenden) chemischen Reaktionen durchführen lässt.

## Anwendung
Eine Anwendung findet der Effekt in der Brandschutztechnik. Gips enthält beispielsweise Kristallwasser, das durch die Hitze eines Feuers abgegeben werden kann. Dabei wird der Gips über die Zwischenstufe Bassanit in Anhydrit umgewandelt. Die Verdampfung des Wassers absorbiert die Energie des Feuers teilweise und kann damit eine Feuerschutzeinrichtung kühlen. 
Neben der Abgabe von Kristallwasser eignen sich auch Reaktionen wie die Dehydratisierung von Aluminium- oder Magnesiumhydroxid zum Oxid als Kühlreaktion.
- 2 Al(OH)3 → Al2O3 + 3 H2O
- Mg(OH)2 → MgO + H2O